# Campylomyza
Campylomyza is een muggengeslacht uit de familie van de galmuggen (Cecidomyiidae).

## Soorten
- C. alpina Siebke, 1863
- C. armata Mamaev, 1963
- C. bicolor Meigen, 1818
- C. boulderi Felt, 1908
- C. cornuta Jaschhof, 1998
- C. coronoida Jaschhof, 1998
- C. dilatata Felt, 1907
- C. flavipes Meigen, 1818
- C. furva Edwards, 1938
- C. fusca Winnertz, 1870
- C. montana (Felt, 1913)
- C. ormerodi Kieffer, 1913
- C. scutellata Say, 1823
- C. serrata Jaschhof, 1998
- C. silvana Felt, 1908
- C. simulator Felt, 1908
- C. tridentata Jaschhof, 1998